# Diplocoelus consobrinus
Diplocoelus consobrinus is een keversoort uit de familie houtskoolzwamkevers (Biphyllidae). De wetenschappelijke naam van de soort werd in 1905 gepubliceerd door Antoine Henri Grouvelle.